# Imogène McCarthery (film)
Pour les articles homonymes, voir Imogène.
Pour plus de détails, voir Fiche technique et Distribution.
Imogène McCarthery est une comédie française réalisée par Alexandre Charlot et Franck Magnier, sortie en 2010. L'histoire est adaptée du roman Ne vous fâchez pas, Imogène ! (1959) de Charles Exbrayat.

## Synopsis
En 1962, Imogène McCarthery, indécrottable Écossaise et employée au service du renseignement de l'Amirauté britannique, est chargée d'une mission ultrasecrète dans son village natal de Falkland. Ce sera l'occasion pour elle d'affronter son passé et de retrouver son premier amour, Samuel Tyler. Sa mission lui permettra de démasquer de dangereux espions soviétiques entre verres de whisky, haggis, match de rugby, pêche à la mouche et troupeaux de moutons.

## Fiche technique
- Titre : Imogène McCarthery
- Réalisation : Alexandre Charlot et Franck Magnier
- Scénario : Alexandre Charlot et Franck Magnier, d'après le roman de Charles Exbrayat
- Production : Yves Marmion
- Budget : 16 millions d'euros[1]
- Musique : Alexandre Azaria
- Photographie : Denis Rouden
- Montage : Philippe Bourgueil
- Décors : Sandrine Mauvezin
- Pays d'origine : France
- Format : couleur
- Genre : comédie, espionnage
- Durée : 82 min
- Date de sortie : 5 mai 2010
- Date de sortie DVD : 3 novembre 2010

## Distribution
- Catherine Frot : Imogène McCarthery
- Lambert Wilson : Samuel Tyler
- Danièle Lebrun : Mrs Elroy
- Michel Aumont : Sir Woolish
- Lionel Abelanski : Aneurin Archaft
- Pierre Laplace : Allan Cunningham
- Francis Leplay : Gowen Ross
- Nicolas Vaude : Andrew Lindsay
- Sara Giraudeau :	Nancy Nankett
- Michel Duchaussoy : Sir Wardlaw
- Laurent Gamelon :	Père d'Imogène
- Anne Benoît : Janice Lewis
- Laurent Saint-Gérard : Jack Buchanan
- Bruno Lochet : Ted Boolitt
- Marie-France Santon : Rosemary Boolitt
- Jérôme Le Paulmier : Bannister
- Flore Grimaud : la fiancée de Tyler

## Autour du film
L'ensemble du contenu narratif du roman est conservé dans le film, ainsi que le caractère burlesque du récit, avec les raccourcis rendus nécessaires par l'adaptation cinématographique d'un roman et l'ajout de séquences plus visuelles comme celle du match de rugby. Les personnages du policier local Samuel Tyler et de Douglas Skinner, inspecteur-chef de Scotland Yard sont fusionnés en un seul (incarné par Lambert Wilson). Le personnage d'Imogène, qui pendant tout le roman confond résolument ses amis et ses ennemis et ne réussit que grâce à son énergie et à son obstination, apparaît plus clairvoyant dans la version cinématographique.
- Le match de rugby final a été tourné dans le stade de Toulouse.
- Une partie du film a bien été tournée dans le village écossais de Falkland.